# Janos Lengyel
Janos Lengyel, em húngaro:  Lengyel János (1919 – 21 de setembro de 1986, Genebra) foi um jornalista húngaro-brasileiro.
Nascido na Hungria, já era jornalista quando emigrou para o Brasil em 1940 e naturalizou-se brasileiro. Trabalhou inicialmente no Correio da Manhã. Poliglota, realizou entrevistas com grandes personalidades de sua época como o grupo The Beatles e o cosmonauta russo Iuri Gagarin. Destacou-se também como jornalista esportivo, cobrindo desde 1950 todas as Copas do Mundo, Olimpíadas e, principalmente, a Fórmula 1. Tinha um escritório no edifício das Nações Unidas, na Suíça. De lá, enviava matérias para a Rede Globo, O Globo e gravava boletins para a Rádio Suíça Internacional.
Sofreu um infarto durante a estreia do GP húngaro. Enquanto se recuperava na Suíça, sofreu outro infarto, desta vez fatal. 
A sala de imprensa do circuito de Hungaroring recebe seu nome.
Lançou em 1969 o livro Do Enviado Especial.